# Pjesma Eurovizije 1980.
Eurovizija 1980. je bila 25. Eurovizija održana 19. travnja 1980. u Haagu. Voditeljica je bila Marlous Fluitsma. 
Izrael, pobjednik Eurovizije 1979. je odbio organizirati Euroviziju zbog financijskih razloga te ga ove godine nije ni bilo na Euroviiziji, te je domaćinstvo pripalo Nizozemskoj.
Debitant je bio Maroko, a Monako se povukao do 2004.
Pobijedio je predstavnik Irske Johnny Logan s pjesmom "What's Another Year". Druga je bila Njemačka, a treće Ujedinjeno Kraljevstvo.
| Broj | Zemlja                 | Jezik       | Pjevač                          | Pjesma                   | Pozicija | Bodovi |
| ---- | ---------------------- | ----------- | ------------------------------- | ------------------------ | -------- | ------ |
| 1    | Austrija               | njemački    | Blue Danube                     | "Du bist Musik"          | 8        | 64     |
| 2    | Turska                 | turski      | Ajda Pekkan                     | "Pet'r Oil"              | 15       | 23     |
| 3    | Grčka                  | grčki       | Anna Vissi i Epikouri           | "Autostop" (Ωτοστόπ)     | 13       | 30     |
| 4    | Luksemburg             | francuski   | Sophie & Magaly                 | "Papa Pingouin"          | 9        | 56     |
| 5    | Maroko                 | arapski     | Samira Bensaïd                  | "Bitaqat Khub"           | 18       | 7      |
| 6    | Italija                | talijanski  | Alan Sorrenti                   | "Non so che darei"       | 6        | 87     |
| 7    | Danska                 | danski      | Bamses Venner                   | "Tænker altid på dig"    | 14       | 25     |
| 8    | Švedska                | švedski     | Tomas Ledin                     | "Just nu!"               | 10       | 47     |
| 9    | Švicarska              | francuski   | Paola                           | "Cinéma"                 | 4        | 104    |
| 10   | Finska                 | finski      | Vesa-Matti Loiri                | "Huilumies"              | 19       | 6      |
| 11   | Norveška               | norveški    | Sverre Kjelsberg & Mattis Hætta | "Sámiid Ædnan"           | 16       | 15     |
| 12   | Njemačka               | njemački    | Katja Ebstein                   | "Theater"                | 2        | 128    |
| 13   | Ujedinjeno Kraljevstvo | engleski    | Prima Donna                     | "Love Enough for Two"    | 3        | 106    |
| 14   | Portugal               | portugalski | José Cid                        | "Um grande, grande amor" | 7        | 71     |
| 15   | Nizozemska             | nizozemski  | Maggie MacNeal                  | "Amsterdam"              | 5        | 93     |
| 16   | Francuska              | francuski   | Profil                          | "Hé, hé M'sieurs dames"  | 11       | 45     |
| 17   | Irska                  | engleski    | Johnny Logan                    | "What's Another Year?"   | 1        | 143    |
| 18   | Španjolska             | španjolski  | Trigo Limpio                    | "Quédate esta noche"     | 12       | 38     |
| 19   | Belgija                | francuski   | Telex                           | "Euro-Vision"            | 17       | 14     |

| Pjesma Eurovizije | Pjesma Eurovizije |
| --- | ----------------- |
| |                   |
| 01956. • 1957. • 1958. • 1959. • 1960. 1961. • 1962. • 1963. • 1964. • 1965. • 1966. • 1967. • 1968. • 1969. • 1970. 1971. • 1972. • 1973. • 1974. • 1975. • 1976. • 1977. • 1978. • 1979. • 1980. 1981. • 1982. • 1983. • 1984. • 1985. • 1986. • 1987. • 1988. • 1989. • 1990. 1991. • 1992. • 1993. • 1994. • 1995. • 1996. • 1997. • 1998. • 1999. • 2000. 2001. • 2002. • 2003. • 2004. • 2005. • 2006. • 2007. • 2008. • 2009. • 2010. 2011. • 2012. • 2013. • 2014. • 2015. • 2016. • 2017. • 2018. • 2019. • 2020. 2021. • 2022. • 2023. • 2024. • 2025. |                   |

| Pjesma Eurovizije | Pjesma Eurovizije |
| --- | ----------------- |
| |                   |
| 01956. • 1957. • 1958. • 1959. • 1960. 1961. • 1962. • 1963. • 1964. • 1965. • 1966. • 1967. • 1968. • 1969. • 1970. 1971. • 1972. • 1973. • 1974. • 1975. • 1976. • 1977. • 1978. • 1979. • 1980. 1981. • 1982. • 1983. • 1984. • 1985. • 1986. • 1987. • 1988. • 1989. • 1990. 1991. • 1992. • 1993. • 1994. • 1995. • 1996. • 1997. • 1998. • 1999. • 2000. 2001. • 2002. • 2003. • 2004. • 2005. • 2006. • 2007. • 2008. • 2009. • 2010. 2011. • 2012. • 2013. • 2014. • 2015. • 2016. • 2017. • 2018. • 2019. • 2020. 2021. • 2022. • 2023. • 2024. • 2025. |                   |